# Тарновець (Підкарпатське воєводство)
Тарновець (пол. Tarnowiec) — село в Польщі, у гміні Тарновець Ясельського повіту Підкарпатського воєводства.
Населення — 1253 особи (2011).
У 1975-1998 роках село належало до Кросненського воєводства.

## Демографія
Демографічна структура станом на 31 березня 2011 року:
|          | Загалом | Допрацездатний вік | Працездатний вік | Постпрацездатний вік |
| -------- | ------- | ------------------ | ---------------- | -------------------- |
| Чоловіки | 615     | 107                | 447              | 61                   |
| Жінки    | 638     | 99                 | 397              | 142                  |
| Разом    | 1253    | 206                | 844              | 203                  |